# Златна лопта Мађарске
Златна лопта Мађарске (мађ. Nemzeti Bajnokság I.) се сваке године додељује у Мађарској гласањем мађарских спортских новинара. За награду су прихватљиви сви мађарски играчи у Мађарској и иностранству. Награда се додељује мађарском фудбалеру са најбољим учинком сваке године. Догађај организује нб1.ху (или његов правни претходник, некадашњи часопис Фоци). Одлука се доноси на основу гласова променљивог новинарског жирија. Резултати се традиционално објављују 6. децембра, али се од 2015. године додела награда одржава у фебруару.
Друга фудбалска награда у Мађарској је Мађарски фудбалер године коју додељује Мађарски фудбалски савез (МЛС).

## Позадина
Златну лопту Мађарске је 1998. године предложио и основао Имре Маћаш, оснивач и уредник интернет портала вести Нб1.ху [ху].

## Победници
Петнаест различитих играча освојило је награду „Златне лопте Мађарске”, која је до сада одржана двадесет шест пута. Од фудбалера који су играли у Мађарској, Габор Кираљ је једини освојио овај трофеј као играч Сомбатхељ Халадаша (2015.) Сви остали победници су играли у иностраним клубовима. Кираљ је ову награду освојио рекордних пет пута.

## Winners
| Year | Player           | Club              |
| ---- | ---------------- | ----------------- |
| 1998 | Габор Кираљ      | Херта Берлин      |
| 1999 | Габор Кираљ      | Херта Берлин      |
| 2000 | Габор Кираљ      | Херта Берлин      |
| 2001 | Габор Кираљ      | Херта Берлин      |
| 2002 | Кристиан Листеш  | Вердер Бремен     |
| 2003 | Имре Сабич       | Штутгарт          |
| 2004 | Золтан Гера      | Вест Бромич       |
| 2005 | Золтан Гера      | Вест Бромич       |
| 2006 | Пал Дардаи       | Херта Берлин      |
| 2007 | Тамаш Хајнал     | Карлсруе          |
| 2008 | Тамаш Хајнал     | Борусија Дортмунд |
| 2009 | Роланд Јухас     | Андерлехт         |
| 2010 | Балаж Џуџак      | Ајндховен         |
| 2011 | Роланд Јухас     | Андерлехт         |
| 2012 | Адам Салаи       | Мајнц 05          |
| 2013 | Саболч Хусти     | Хановер 96        |
| 2014 | Балаж Џуџак      | Динамо Москва     |
| 2015 | Габор Кираљ      | Халадаш           |
| 2016 | Адам Нађ         | Болоња            |
| 2017 | Немања Николић   | Чикаго фајер      |
| 2018 | Петер Гулачи     | РБ Лајпциг        |
| 2019 | Петер Гулачи     | РБ Лајпциг        |
| 2020 | Петер Гулачи     | РБ Лајпциг        |
| 2021 | Андраш Шефер     | Дунајска Стреда   |
| 2022 | Доминик Собослаи | РБ Лајпциг        |
| 2023 | Доминик Собослаи | ФК Ливерпул       |